# رام شاهي ليلا
رام يحب ليلا (بالإنجليزية: Ram Loves Leela)‏ هي أغنية من الفيلم الهندي رام ليلا، الأغنية من اداء المغنية بومي تريفيدي وتم تسجيلها في استديوهات إروس، ولحنها المخرج والمنتج والمؤلف سانجاي ليلا بهانسالي، وتأتي هذه الأغنية ضمن سلسلة الأحذات الدرامية المرفقة للفيلم. تحتوي هذه الأغنية على رقصات استعراضية تؤديها بريانكا تشوبرا، وهذه الأخيرة ظهرت في الفيلم كضيفة شرف.

## وصلات خارجية
- الأغنية المصورة على موقع يوتيوب
- كواليس التصوير على موقع يوتيوب